# Månen i mytologi
I dette afsnit kan der læses om månen i nordisk mytologi.

## Månens tilblivelse
Måne eller Máni. I nordisk mytologi skelnes mellem månen som kosmisk fænomen og som egentlig mytisk person. Ifølge Snorres Edda er personen Måne bror til Sol og begge er de børn af Mundilfare.
Skabelsen af månen beskrives i skabelsesberetningen. Denne fortæller, hvorledes alt startede. Før noget andet fandtes, var der mod nord det kolde Niflheim og mod syd det brændende varme Muspelheim. Mellem disse var en stor kløft, Ginnungagap, hvori urjætten Ymer blev dannet. Fra ham stammer alt liv i verden. De tre guder Odin, Vile og Ve dræbte Ymer og skabte af hans legeme selve verden: jord, bjerge, sand, have m.m. Hans hjerneskal satte de op som himmelhvælvingen over jorden og på denne kastede de gløder fra Muspelheim op som stjernerne. De to største stykker af Muspelheim fik særlige pladser som henholdsvis sol og måne. Både solen og månen trækkes over himmelen i vogne med heste spændt for.
Den mytiske person Måne var søn af manden Mudilfare, der fik Måne og hans søster. Han syntes, at de var så smukke, at han kaldte pigen for Sol og drengen for Måne. Guderne så dette og mente, at det var praleri og udtryk for hovmod, hvorfor de som straf kastede Sol og Måne op i to vogne, der trak månen og solen over himmelen, så de kunne styre hestene, der var spændt for vognene.
De to vogne iler over himmelen for både Sol og Måne er bange. For længst mod øst i Jernskoven i Jotunheim føder jættekvinden Hyrrokken jætter i ulveskikkelse og to af hendes børn jæger oppe på himmelen. De to ulve hedder Skoll og Hate. Han, der hedder Skoll løber efter Sol og vil sluge hende og han, der hedder Hate løber efter Måne med åbent gab. Hate er muligvis identisk med jætten i ulveskikkelse, der kaldes Månegarm (måneopslugeren), der ved Ragnarok vil æde Måne. Når jorden genopstår efter Ragnarok vil Sol og Månes døtre i stedet indtage pladsen på himmelhvælvingen. 
De to heste, der trækker Sols vogn hedder Alsin og Arvak, men hvad Månes heste hedder vides ikke. Disse heste skal ikke forveksles med Dags hest Skinfaxe eller Nats hest Rimfaxe.

## Månen som handelsobjekt
I myten om den ottebenede hest Slejpner beskrives hvorledes en jætte i forklædning kommer til aserne og tilbyder dem at bygge en mur rundt om Asgård i løbet af bare tre vintre. Som betaling forlanger jætten at få Freja til hustru, samt Sol og Måne som betaling. Aserne, der ikke tror at han kan nå at bygge muren indgår en aftale om, at han kan få det forlangte på betingelse af, at han ikke får hjælp af andre og at han klarer arbejdet på kun én vinter. Jætten beder dog om at få sin hingst Svadilfare til hjælp, hvilket aserne på Lokes anbefaling går med til.
Tre dage før vinteren er gået er jætten næsten færdig. Aserne, der nødigt vil af med Freja, Sol og Måne, tvinger Loke til finde på en udvej. Da hesten kan bære dobbelt så meget som jætten forklæder Loke sig som hoppe og lokker med lystne blikke Svadilfar væk fra jætten. Jætten bliver så rasende at aserne opdager at han er en jætte i forklædning hvorfor Thor kaster sin hammer Mjølner i panden på ham med døden til følge. 
Månen endte således ligesom solen med at bevarer sin plads på himmelen og faldt ikke i hænderne på jætterne. Lokes elskov med hingsten Svadilfar resulterede i, at han blev med følg. Denne handel resulterede således også lidt pudsigt i, at Loke blev mor og at han fødte den ottebenede hest Slejpner.

## Bil og Hjuke
I Yngre Edda tog Måne de to børn Bil og Hjuke, da de var på vej hjem fra brønden Byrgir. De bar sammen et stort kar ved navn Sæg i en snor på en stang ved navn Simul. Børnene følger efter Måne på himmelen og kan ses, når man ser op på månen (se billede).